# 巴依拉姆·楚里城
巴依拉姆·楚里城，是阿爾巴尼亞东北部庫克斯州特羅波亞市镇的行政分区及该市镇的行政中心。與科索沃接壤。2011年人口普查时人口数量为5,340人。它也是前特罗波亚区的区府。该镇以阿尔巴尼亚民族英雄巴依拉姆·楚里而命名。